# Quebrada La Madera
La Quebrada La Madera es una significativa corriente hídrica de la ciudad de Medellín, separa la conurbación existente entre las comunas Doce de Octubre y Castilla con el municipio de Bello, nace en el Alto El Yolombo a 2670 m s. n. m..  A partir de la desembocadura de su afluente, la quebrada La Chispa, comienza a hacer límite entre Medellín y Bello hasta su llegada al Río Medellín a 1430 m s. n. m. al lado de la fábrica Soya.

## Cauce y hechos históricos
La quebrada La Madera es una de las más importantes dentro de la historia del Valle de Aburrá, al punto que una estación del metro de Medellín toma su nombre de ella.
Nace justo a unos metros de la cabecera de la quebrada  Malpaso, posee el cañón más profundo y pronunciado de la zona noroccidental de la ciudad, esto ha permitido que su cauce esté aún en lecho natural en gran parte de su recorrido, este hecho también ha generado riesgos de taludes dada la gran socavación existente en sus márgenes por los caudales.
Es una de las corrientes hídricas más contaminadas del Valle de Aburrá, presentando un estado lamentable de sus aguas desde la parte media de la cuenca; en la zona rural aún corre cristalina (como casi todas las quebradas de la ciudad).
La Madera en octubre del año 2011 tuvo una avenida torrencial que inundó cerca de 50 viviendas, dejando al menos 27 de ellas con pérdida total. 
El 27 de marzo de 2018, la quebrada La Madera presentó una de sus crecidas históricas más impresionantes, afectando el barrio Santander en gran medida, dejando cerca de 200 viviendas afectadas allí y más de 30 en el municipio de Bello.

### Afluentes
La quebrada la madera presenta un gran número de afluentes, entre los que se destacan las quebradas La Chispa, La Luna, La Cristalina, La Pinera, El Rosario, El Carmelo, La Guaraní, La Laguna, Los Éxitos, La Maruchenga (principal afluente) y Los Triunfos.